# Ijebu-Leste
Ijebu East (Ijebu-Leste) é uma Área de Governo Local do estado de Ogun, Nigéria. Sua sede fica na cidade de Ogbere.
Possui uma área de 2.234 km² e uma população de 109.321 no censo de 2006.
O código postal da área é 120.